# Jednostka regionalna Saloniki
Jednostka regionalna Saloniki (nwgr. Περιφερειακή ενότητα Θεσσαλονίκης) – jednostka administracyjna Grecji w regionie Macedonia Środkowa. Powołana do życia 1 stycznia 2011 w wyniku przyjęcia nowego podziału administracyjnego kraju. W 2021 roku liczyła 1,09 mln mieszkańców.
W skład jednostki wchodzą gminy:
- Ambelokipi-Menemeni,
- Chalkidona,
- Delta,
- Kalamaria,
- Kordelio-Ewosmos,
- Langadas,
- Neapoli-Sikies,
- Oreokastro,
- Pawlos Mela,
- Pilea-Chortiatis,
- Saloniki (Tesalonika),
- Termi,
- Termaikos,
- Wolwis.